# Bundesgymnasium und wirtschaftskundliches Bundesrealgymnasium 18 Haizingergasse
Das Bundesgymnasium und wirtschaftskundliches Bundesrealgymnasium 18 Haizingergasse (GWIKU 18 Haizingergasse) ist ein Bundesgymnasium und wirtschaftskundliches Bundesrealgymnasium im 18. Bezirk in Wien.

## Geschichte
Die Schule wurde 1921 als Mittelschule für Mädchen gegründet. Ab 1936 stand Ludwig Pohnert dem Bundesgymnasium als Direktor vor und versah dieses Amt bis 1945. Von 1954 und 1972 wurde die Schule von Minna Lachs als Direktorin geführt, die sich für die Modernisierung des Schulwesens einsetzte und die Schülermitbestimmung förderte.

## Architektur und Gebäude
Im Juni 1998 wurde die Schule aus- und umgebaut und im Mai 2000 fertiggestellt. Die Schule verfügt über zwei Untergeschoße, eine Bibliothek, einen Turnsaal und ein Schulbuffet. Weiters hat die Schule 15 Sonderunterrichtsräume wie einen Musiksaal, einen textilen Werkraum, sowie Zeichensaal, Biologiesaal, Physik- und Chemiesaal.

## Pädagogische Arbeit, Ausstattung und Angebote
Das GWIKU 18 Haizingergasse hat 23 Klassen und 550 Schüler. (Stand: 2014/15)
Seit dem Schuljahr 1999/2000 wird in der Unterstufe in jedem Jahrgang eine Freiarbeitsklasse angeboten. In der Oberstufe besteht die Möglichkeit zwischen zwei Schulformen zu wählen. Im Gymnasium wird zusätzlich Französisch ab der dritten Klasse und ab der fünften Klasse mit Latein eine weitere Fremdsprache unterrichtet. Ab der sechsten Klasse wird Präsentation und Kommunikation unterrichtet.
Alternativ zum Gymnasium wird ein Wirtschaftliches Realgymnasium mit Medienschwerpunkt angeboten. Hier werden anstatt Latein ab der fünften Klasse Präsentation und Kommunikation unterrichtet, sowie ab der fünften Klasse die Fächer Internet, Radio, Video, Printmedien und Medienanalyse. Neben den Pflichtfächern werden auch Freifächer und unverbindliche Übungen wie Band, Fußball, Volleyball, Chor, Fotografie angeboten.
Für die Schüler wird nach dem Vormittagsunterricht eine Tagesbetreuung bis 17:10 oder eine Mittagsüberbrückung angeboten. Außerschulische Nutzungen finden über Computerführerschein- oder Schreibmaschinenkurse sowie eine Vermietung des Turnsaals statt.
Die Schule hat eine Tagesbetreuung mit Gütesiegel.
Im Jahr 2011 wurde die Schule mit dem Österreichischen Schulpreis ausgezeichnet.